# Johann Georg Hubmann
Johann Georg Hubmann, in der Literatur Dr. G. Hubmann, (* 3. März 1804 in Hahnbach; † 31. März 1867 in Amberg) war ein Professor für Geschichte, Philologie und Archäologie am Lyzeum in Amberg und Chronist.

## Werke
- De comoedia graeca et romana item de Terentii comoediis, Amberg, 1839
- Mythologomena, Sulzbach, 1839
- Chronik der Oberpfalz Band I, Chronik der Stadt Schwandorf, Verlag Fedor Pohl, Amberg, 1865
- Chronik der Oberpfalz Band II, Chronik der Stadt Bärnau, Verlag Fedor Pohl, Amberg, 1865
- Chronik der Oberpfalz Band III, Babenbergische Markgrafen des Nordgaus, Verlag Fedor Pohl, Amberg, 1866